# Орево (селище, Дмитровський міський округ)
О́рево (рос. Орево) — селище у складі Дмитровського міського округу Московської області, Росія.

## Історія
У 1954 році у селищі розпочато будівництво експериментального полігону Московського фізико-технічного інституту, пізніше — заміська база МДТУ ім Баумана. Полігон став моделлю та першою базою Академмістечка у Новосибірську.

## Населення
Населення — 962 особи (2010; 1013 у 2002).
Національний склад (станом на 2002 рік):
- росіяни — 94 %